# 路易斯·古斯塔沃
路易斯·古斯塔沃·迪亚斯（ 葡萄牙語：Luiz Gustavo Dias，1987年7月23日—），通常称为古斯塔沃，出生于圣保罗州的平达莫尼扬加巴，是一位巴西足球运动员，现效力于沙烏地職業足球聯賽球队艾納斯，司职后腰或后卫。

## 生平
古斯塔沃足球生涯的的青年时期是在里奥拉古大学度过的，直至2007年转投至位于巴西北部阿拉戈斯州州府马塞约的科林蒂安阿拉戈诺，这是一支低级别联赛的球队。同年5月被短暂租借至乙级球队CRB，为期两个月。
租借期满后古斯塔沃被德乙球队霍芬海姆相中，得以在2007/08赛季以租借形式加盟霍芬海姆。2007年9月16日，在德乙联赛第五轮霍芬海姆主场以3比1战胜奥斯纳布吕克的比赛中，古斯塔沃迎来首秀，当时他于第65分钟替换德拉甘·普拉季奇出场。2008年4月，霍芬海姆行使租借协议中的优先购买权，并与古斯塔沃签订三年的合同。在德国的首个赛季古斯塔沃便帮助球队以德乙第二的座次升入德甲联赛。此后，他又在2008年8月16日的德甲联赛第一轮霍芬海姆客场3比0战胜科特布斯的比赛中完成了顶级联赛的首次亮相。其首个入球（同时也是德甲历史上的第3000球）则在2010年9月18日的联赛在第四轮完成，帮助霍芬海姆在客场以2比2战平凯泽斯劳滕。古斯塔沃在2011年1月的德甲冬歇期中转会至拜仁慕尼黑引起极大关注，因为这笔交易是在时任霍芬海姆主教练的拉尔夫·朗尼克不知情的情况下完成的。朗尼克随即也在这桩转会后愤而离任。
2011年1月15日（第十八轮），古斯塔沃在客场1比1战平沃尔夫斯堡的比赛中首次为拜仁披挂上阵，他于第69分钟替换季莫什丘克出场。在一周后拜仁主场与凯泽斯劳滕的比赛中，古斯塔沃便得以进入首发阵容，并开始取代范博梅尔的后腰位置。
2013年8月16日，古斯塔沃与沃尔夫斯堡签约。

## 国际生涯

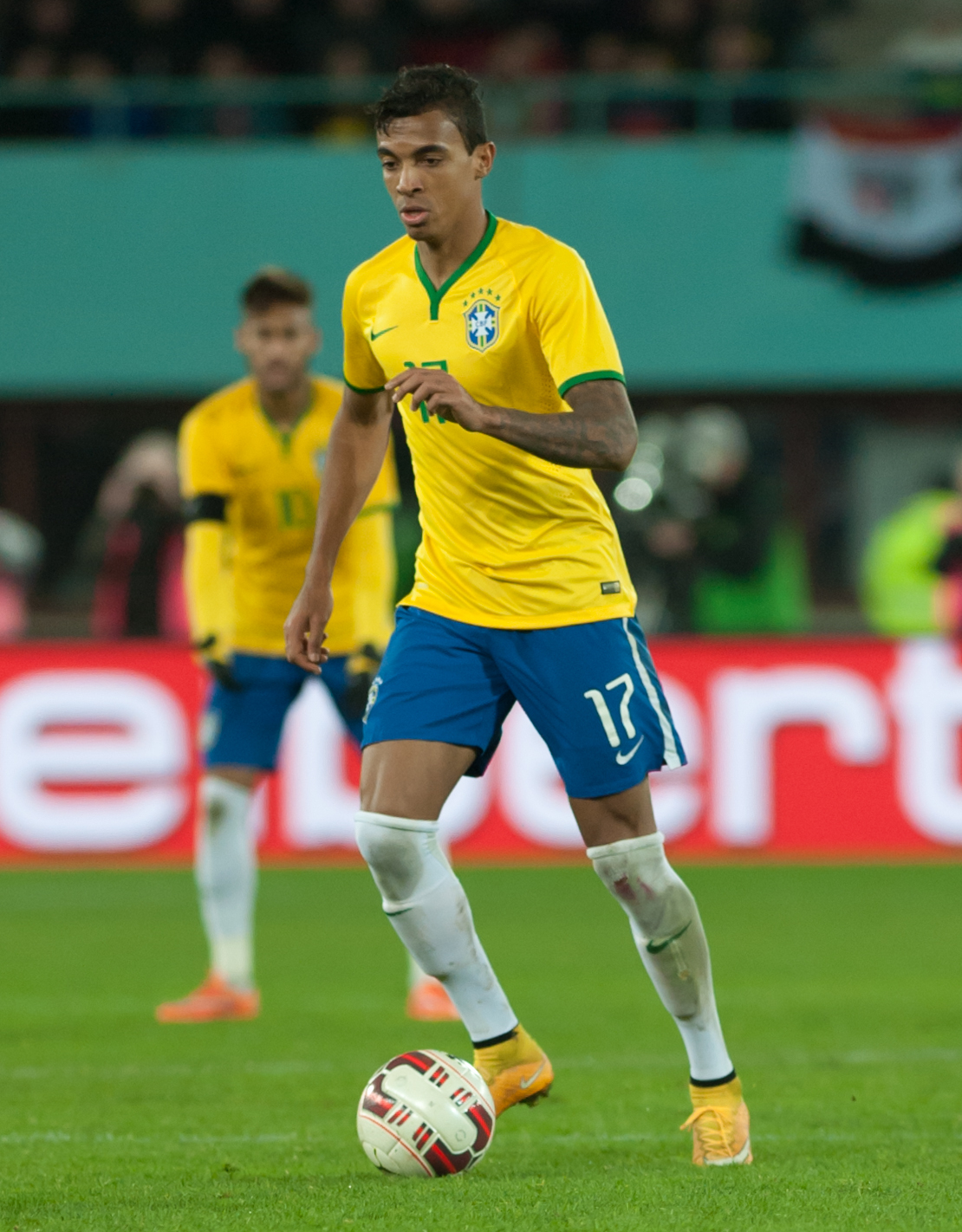
路易斯·古斯塔沃为巴西国家足球队效力，与奥地利国家足球队进行友谊赛，摄于2014年。

路易斯·古斯塔沃于2011年8月10日为巴西国家足球队首次亮相，在一场与德国国家足球队的友谊赛中替补出场。
他是路易斯·菲利佩·斯科拉里执教的巴西队在家门口参加的2013年国际足联大洲杯的23人名单成员之一， 并在2013年6月30日于马拉卡纳体育场举行的2013年国际足联大洲杯决赛中出场，并在90分钟比赛中出场，巴西队以3-0击败世界冠军西班牙。 同年稍后，他在一场与澳大利亚国家足球队的友谊赛中攻入了他在巴西队的第一个进球。
在巴西举办的2014年国际足联世界杯上，路易斯·古斯塔沃在此之前的每一分钟比赛中都出场，但由于累积黄牌，他在八分之一决赛对阵哥伦比亚的比赛中被停赛。 他在之后的两场比赛中重新回到首发阵容，而巴西队则以第四名完赛。
路易斯·古斯塔沃最初入选邓加执教的巴西队参加在智利举行的2015年美洲杯的名单，但因膝盖受伤需要接受手术而退出， 被弗雷德取代。

## 其它
古斯塔沃还保持有一项负面记录：在2008/09赛季和2009/10赛季中共领到4张红牌（包括3次第二张黄牌）和15张黄牌
。

## 个人生活
古斯塔沃是一名虔诚的天主教徒，并表示他本人“熟读圣经，每天祈祷至少两次”。他在2010年12月25日回巴西度假期间与其女友米莲尼完成了订婚。
古斯塔沃形容母亲是鼓舞他实现梦想，成为伟大球员的原动力，他的母亲在古斯塔沃16岁的时候便离开了人世。